# La bestia de otro planeta
20 Million Miles to Earth (a.k.a. The Beast from Space) (en España y México, La bestia de otro planeta) es una película estadounidense de ciencia ficción rodada en blanco y negro por Nathan Juran en 1957. Protagonizada por William Hopper, Joan Taylor y Frank Puglia, ambientada en Italia, relata la historia de un monstruo gigante procedente de Venus. Con guion de Bob Williams y Christopher Knopf a partir una idea original de Charlott Knight. Producida por Morningside Productions para Columbia Pictures, como en otras películas surgidas de la colaboración entre Charles H. Schneer y Columbia, la acción incorpora la animación en stop motion característica de Ray Harryhausen.

## Sinopsis
Un cohete espacial se estrella en el mar cerca de la costa siciliana ante la mirada atónita de unos pescadores que reman hacia la nave en busca de supervivientes, rescatan a dos tripulantes antes de que el cohete se hunda por completo. El Coronel Bob Calder, piloto de la nave espacial siniestrada, es uno de los supervivientes y Marisa, estudiante de medicina, se encargará de atender a los astronautas heridos. La nave espacial regresa de Venus y en su interior transportaba un contenedor sellado.

## Reparto
- William Hopper - Robert Calder
- Joan Taylor - Marisa
- Frank Puglia - Dr. Leonardo
- John Zaremba - Dr. Judson Uhl
- Thomas Browne Henry - mayor general A.D. McIntosh
- Tito Vuolo - comisario de policía Unte
- Jan Arvan - Contino
- Arthur Space - Dr. Sharman
- Bart Bradley - Pepe
- Ray Harryhausen - cameo (no aparece en los títulos de crédito)